# 釜山浦海戦
釜山浦海戦（ふざんほかいせん）は、文禄の役において朝鮮水軍が日本軍の拠点となっていた釜山を攻撃したが勝てずに退却した戦闘。

## 背景
文禄の役開戦にあたり日本軍は最初に釜山に上陸し占領した（釜山鎮の戦い）。それ以来、肥前名護屋から壱岐・対馬を経て釜山に至るルートが日本軍の海上交通路になっており、補給物資は一旦釜山に荷揚げされた後、陸路内陸に輸送されていた。云わば釜山は日本軍にとり補給連絡上の根本となる拠点であった。
これに対し、朝鮮水軍では李舜臣が「釜山は賊（日本軍）の根本なり。進んで之を覆せば、賊（日本軍）は必ず據（拠）を失う。」と釜山を占領奪還することを諸将に宣言し行動を開始する。これは李舜臣直属の全羅左水営に、李億祺指揮下の全羅右水営と元均指揮下の慶尚右水営を加えるという実質的に朝鮮水軍の総力を結集した作戦であった。

## 経過
文禄1年（1592年）8月23日（明暦24日）李舜臣、李億祺等は水軍を率いて左水営（麗水）を発し、翌日蛇梁洋中において元均と会し、戦船74隻、挟船92隻をもって進み、この日唐浦に、26日斉浦に、27日天城浦に到り、28日（明暦29日）東萊の長林浦を偵察しその洛東江の上流（即ち金海及び亀浦付近）に日本の船が多く停泊すると聞き、溯航しようとしたが江口は狭隘であり戦に不便なのでこれを止めた。
29日（明暦9月1日）多大浦、西平浦の前洋を通過し絶影島を過ぎ釜山浦にさしかかれば、日本軍の艦船が停泊するもの400餘隻、朝鮮船が近迫するのを望み、艦上、城上、山上より巨丸を飛ばしてこれを防ぐ。日本側は停泊船舶に損害を受けた。朝鮮水軍では鹿島万戸鄭運以下死傷するものが多く出た。李舜臣は敵わぬこと知り兵を収めて退却し加徳島、さらに左水営に還った。当初からの目的である釜山浦の占領という朝鮮水軍の作戦は失敗に終わった。

## 影響
これまで連続的に出撃を繰り返してきた朝鮮水軍は、この戦いを境に目立った活動を停止する。ようやく活動を再開するのは翌年2月の熊川への攻撃である。また、李舜臣が釜山前洋に現れたのはこの時が最初で最後となった。これにより釜山は日本軍にとって安泰な場所となり、戦争の終結まで補給連絡上の根本拠点として機能し続けることになる。